# Krisztina királynő (film)
A Krisztina királynő (eredeti címe: Queen Christina) 1933-ban bemutatott amerikai életrajzi film, amelyet Rouben Mamoulian rendezett. A produkció főbb szerepeiben Greta Garbo és John Gilbert. 1933. december 26-án mutatták be az Egyesült Államokban. Magyarországon 1934. február 16-tól volt megtekinthető a mozikban.

## Cselekmény
Krisztina hatéves kora óta Svédország királynője. A nő elkötelezett a jó kormányzás és a tanulás iránt, ezért úgy tűnik, hogy nincs szántában megházasodni. Tanácsosai próbálnak nyomást gyakorolni a királynőre, hogy menjen feleségül unokatestvéréhez, Károly Gusztávhoz, és szüljön örököst. Egy nap, hogy kiszabaduljon a királyi élet korlátjai alól, Krisztina kioson a városból, és ugyanabban a fogadóban köt ki, mint Antonio, a fővárosba tartó spanyol követ. Ketten barátságot kötnek, bár Antonio férfinak hiszi Krisztinát az öltözete miatt. A fogadónak azonban nincs több szabad szobája, ezért Antonio Krisztinával tölti az éjszakát. A hóvihar miatt az ismeretség hosszabbra nyúlik, és szeretők lesznek. 
Mikor elválnak egymástól, Krisztina megígéri Antoniónak, hogy Stockholmban újra találkoznak. Antonio döbbenten jön rá, hogy a királynő volt a szeretője. Az információ nagy pofon neki, mivel a spanyol király házassági ajánlatát jött átadni neki. Krisztina tisztázza a férfival, hogy rendszeresen kap ajánlatokat, és nem áll szándékában igent mondani. A romantikus kapcsolatot Magnus gróf figyeli árgus szemekkel. A grófnak volt egy rövid romantikus kapcsolata a királynővel, és keresztbe akar tenni Antoniónak. Hanem amikor fellázítja a svédeket a spanyolok ellen, nagy meglepetésre a királynő lemond a trónról, és Károly Gusztávot teszi meg utódjának. Krisztina és Antonio Spanyolországba terveznek utazni, hogy a nő végre láthassa Antonio hazáját. Azonban Magnus és Antonio kardpárbajt vívnak, és Antonio halálosan megsebesül. A férfi meghal Krisztina karjai között, a nő pedig úgy dönt, hogy folytatja utazását.

## Szereplők
| Szerep                      | Színész                | Magyar hangja     |
| --------------------------- | ---------------------- | ----------------- |
| Krisztina királynő          | Greta Garbo            | Almási Éva        |
| Antonio Pimentel de Prado   | John Gilbert           | Kertész Péter     |
| Magnus Gabriel de la Gardie | Ian Keith              | Fülöp Zsigmond    |
| Oxenstierna                 | Lewis Stone            | Benkő Gyula       |
| Ebba Sparre                 | Elizabeth Young        | Egri Kati         |
| Aage                        | C. Aubrey Smith        | Molnár Tibor      |
| X. Károly Gusztáv király    | Reginald Owen          | Somogyvári Rudolf |
| francia nagykövet           | Georges Renavent       | Gálvölgyi János   |
| érsek                       | David Torrence         | Egri István       |
| tábornok                    | Gustav van Seyffertitz | Zách János        |
| fogadós                     | Ferdinand Munier       | n.a               |
| Pedro                       | Akim Tamiroff          | n.a               |

## Kritikai visszhang
A film jól teljesített a kritikusok körében. A Rotten Tomatoeson 81%-os minősítést ért el 26 értékelés alapján. Mordaunt Hall a New York Timestól így dicsérte Garbo alakítását:„A történelem és a fikció ügyes keveréke, amelyben a skandináv sztár, aki ugyanolyan csábító, mint mindig, olyan alakítást nyújt, amely csak a legnagyobb dicséretet érdemli. Minden porcikájában királynőnek tűnik.” Geoff Brown a Time Outtól azt írta: „Garbo élő entitássá változtatja karakterét, valódi érzelmeket von ki a forgatókönyv lila rögeiből, és kecsesen, szellemesen és szépen siklik át Mamoulian kanyargós kameramozgásain.” David Parkinson az Empire Magazintól azt írta: „Garbo puszta jelenléte ebben a megdöbbentően mély alakításban teljesen megigéző, és olyan élmény, amelyet a kis tévéképernyőn nem igazán lehet élvezni.” Otis Ferguson a New Republictól kritikájában azonban úgy fogalmazott: „Az egész darab elesik, hamisan visszhangzik. Lényeges összeomlása persze nem azért következett be, mert rossz történelmi darab, hanem mert a történelem helyett nincs semmi kielégítő, amit adhatna.” A Variety azt írta: „A Krisztina királynő legfőbb hibája a letargia. Lassú és sokszor mesterkélt.”